# 게오르크 헤티히
게오르크 헤티히(독일어: Georg Hettich, 1978년 10월 12일~)는 독일의 전직 노르딕 복합 선수이다. 2002년 동계 올림픽에서 단체전 은메달을 획득했고 2006년 동계 올림픽 15km 개인전 종목에서 금메달을 획득했고 단체전 은메달, 스프린트 동메달을 획득했다. 